# Сталети
Сталетѝ (на италиански: Stalettì) е село и община в Южна Италия, провинция Катандзаро, регион Калабрия. Разположено е на 382 m надморска височина. Населението на общината е 2467 души (към 2012 г.).